# Franz Krüger (Bildhauer)
Franz Krüger (* 12. Juli 1849 in Berlin; † 17. Juli 1912 in Frankfurt am Main) war ein deutscher Bildhauer.
Franz Ludwig August Krüger war Schüler der Kunstgießers Friedrich Wilhelm Wolff. Er studierte anschließend von 1866 bis 1870 an der Königlich Preussischen Akademie der Künste zu Berlin und war schließlich von 1870 bis 1874 Atelierschüler und Gehilfe von Albert Wolff. Er lebte und arbeitete seit 1875 in Berlin und in Breslau. 1879 ließ er sich in Frankfurt am Main nieder, wo er als Architektur- und Denkmalsplastiker und als Porträtist hervortrat. Studienreisen führten ihn 1872 nach Kopenhagen, 1882 nach Italien und 1900 nach Paris. Er schuf ein umfangreiches skulpturales Werk.

## Werke in Frankfurt (Main)

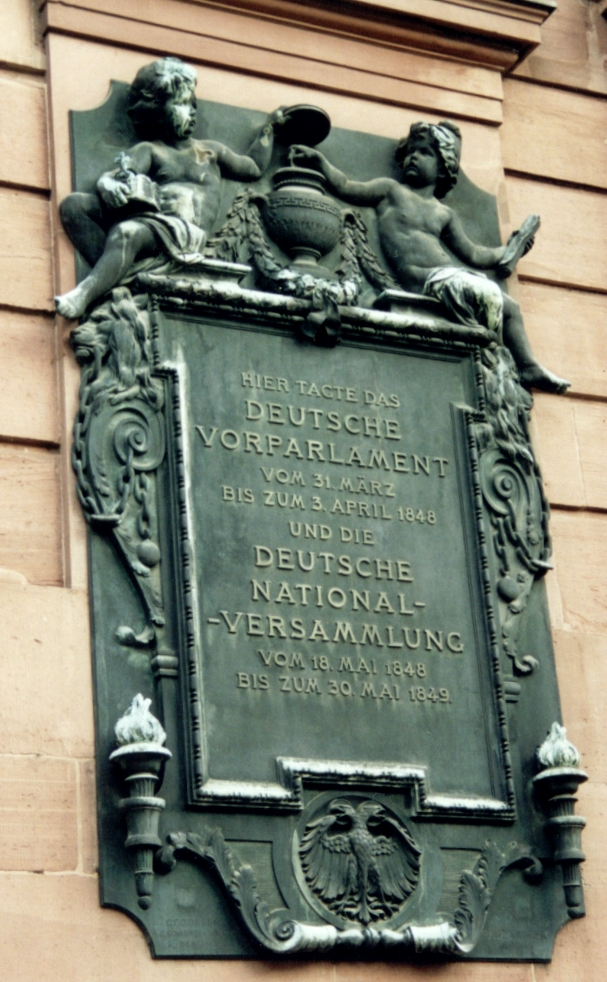
Eine der zwei von Krüger geschaffenen Bronzetafeln am Eingang der Paulskirche zum Gedenken an die Frankfurter Nationalversammlung

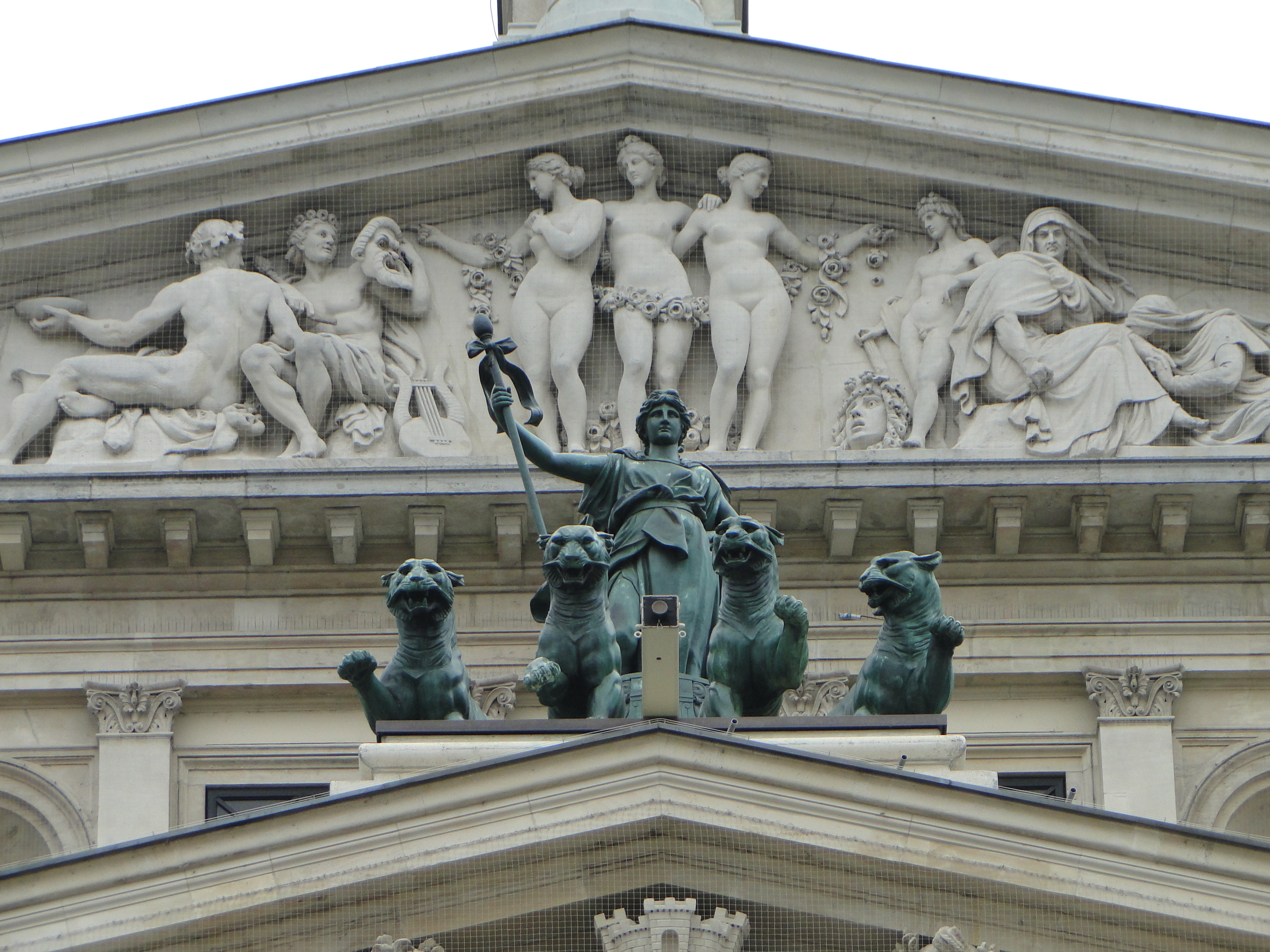
Pantherquadriga auf dem kleinen Giebel der Alten Oper, befand sich ursprünglich am alten Schauspielhaus

- Alte Oper: die beiden Figurengruppen „Wahrheit und Dichtung“ (1881/82) und „Kunst und Natur“ (1902/03) sowie die Pantherquadriga auf dem vorderen Giebel (1899/1900)
- Sachsenhäuser Friedhof: die Figur am Kriegerdenkmal von 1885/86
- Hauptbahnhof: die Uhrengruppe an der Innenfassade (1886/87) sowie den Entwurf der beiden etwa 20 Meter hohen dreiarmigen Gusseisen-Kandelaber auf dem Bahnhofsplatz (die ersten elektrischen Straßenlaternen Frankfurt, aus fast 500 Einzelteilen montiert und aufgestellt 1891/92; die Gussform schuf Otto Funke)[2]
- Hauptpost: das Denkmal für Kaiser Wilhelm I. im Hof (1894/95)
- Frankfurter Bank: die Personifizierungen von „Fleiß“ und „Reichtum“ (1890)
- Alte Stadtbibliothek: Porträtdarstellungen von Matthäus Merian und Achilles Augustus von Lersner an den Flügelbauten (1893)
- Paulskirche: zwei bronzene Tafeln beidseits des Haupteingangs, zum Gedenken an die Frankfurter Nationalversammlung, das erste frei gewählte deutsche Parlament (1898, zum 50. Jahrestag der Eröffnung, auf Veranlassung der Stadt Frankfurt angebracht; gegossen wurden die Tafeln in der Bildgießerei Schäffer & Walcker in Berlin)[3]
- Peterskirche: die Darstellung der Evangelisten Matthäus und Johannes
- Römer: die Figur der Francofurtia an der Südostecke des Hauses Alt-Limpurg (1897/98)
- Bockenheimer Anlage: Entwurf für ein Mozart-Denkmal, gestiftet von dem Privatier Gustav Mack-Flinsch, ausgeführt von Georg Bäumle, 1913 errichtet. Es wurde 1944 bei den Luftangriffen auf Frankfurt am Main durch Fliegerbomben zerstört und nach Kriegsende durch ein von Gerhard Marcks geschaffenes Denkmal an etwa gleicher Stelle ersetzt[4]

Außerdem schuf Krüger zahlreiche Porträtreliefs, Büsten, Porträtbüsten und Grabdenkmale, darunter die Porträtbüste Otto Devrients aus Bronze, welche sich nicht mehr auf dem Nordfriedhof von Jena befindet.